# Kotijärvi (sjö i Ruokolax, Södra Karelen)
Kotijärvi är en sjö i kommunen Ruokolax i landskapet Södra Karelen i Finland. Arean är 40 hektar och strandlinjen är 4,33 kilometer lång. Sjön  ingår i Vuoksens huvudavrinningsområde.   Den ligger omkring 50 kilometer nordöst om Villmanstrand och omkring 250 kilometer nordöst om Helsingfors. 